# 郭德纲
郭德纲（1973年1月18日—），天津人，祖籍山西汾阳，中國相声演员，亦曾出演影视剧，以及多档电视节目主持人，北京德云社创始人之一。2004年冬天起受到媒体关注。曾长期自称“非著名相声演员”，其相声爱好者自称“纲丝”、“老和部队”。

## 经历
- 1973年出生于中华人民共和国天津市。
- 1981年，8岁开始拜高庆海学习评书，曾演说《杨家将》、《张广泰》、《隋唐》。
- 1989年，随天津相声演员、作家杨志刚学相声[6]，学习了《闹公堂》、《打灯谜》、《八扇屏》、《大保镖》、《吃元宵》等传统相声段子。
- 1990年代以前，郭德纲曾久居天津红桥区大红桥儿南北竹林村一带。
- 1991年初 杨志刚借着天津文化局招合同工的机会，把郭德纲招进了红桥区文化馆，既当办事员，又在小品队当演员。[7]
- 1995年郭德纲开始闯荡北京。建立相声表演团体德云社（初名“北京相声大会”）。
- 1998年与相声表演艺术家范振钰合作过一次。2000年开始与北京相声名家张文顺合作。2000年与相声演员于谦初次合作，2002年二人开始搭档[8]。郭德纲又曾与张永久、王世勇、杨进明 、王玥波合作。
- 2004年拜师相声名家侯耀文。2005年加盟侯耀文所在的铁路文工团。2006年12月，与于谦、李菁和高峰三人拜西河大鼓民间艺人金文声为师，分别得名郭增福、于增禄、李增寿和高增喜。
- 2008年，德云社在北京定期演出的基础上又增加了在天津八一礼堂的定期演出。
- 2009年10月30日，郭德纲携德云社11名相声演员在河南洛阳新区体育馆亮相，为观众奉上“郭德纲从艺20周年全国巡演洛阳专场相声晚会”。[9]

- 2012年，置地澳洲墨尔本，并有多项投资，包括红酒、薰衣草小熊等，每年都有来度假和演出。并协助好友孟非在墨尔本开小面馆。
- 2013年与老搭档于谦首次登上中央电视台春节联欢晚会，表演节目《败家子》[10]。
- 2016年4月16日，德云社在北京展览馆举办了二十周年纪念演出，冯小刚、徐帆、管虎、马东、高晓松、张国立、孟非、宋丹丹、潘长江、宁静、陈鲁豫、李咏、哈文、汪峰等30余位明星前来捧场。
- 2018年7月8日，率队赴日本东京参加“德云社全球巡演东京站”演出。[11]同年9月26日，郭德纲正式举行补办拜师仪式；拜师已故京剧表演艺术家、麒派名家赵麟童，正式成为具有京剧师承的麒派演员。其好友孟非主持拜师仪式。[12]
- 2019年5月11日起，举行郭德纲在西班牙巴塞罗那从艺30周年巡演,也成为了个人首个巡演欧洲站。
- 2024年，受聘为中华文化促进会副主席。[13]

### 弟子
他的弟子包括、张云雷、岳云鹏、栾云平、孔云龙、朱云峰（烧饼）、于云霆（于谦之子，本名于思洋）、李云杰、孟鹤堂、张鹤伦、曹鹤阳、閻鶴祥、郎鶴炎、張九齡、王九龍、周九良、楊九郎、尚九熙、张九南、何九华、關九海、張九泰、秦霄賢、郭霄漢等。

## 作品

### 相声
郭德纲所演绎的相声作品中，大多数是将原有的传统相声进行再加工，例如郭的《卖吊票》和《卖面茶》都是将原有的传统的相声进行再加工以及全新演绎。但是郭德纲在传统相声基础上，编写了一些全新的相声作品，例如其自行创作的“我”字系列以及“你”字系列相声作品。
2006年，德云社举办德云社成立10周年纪念专场，郭德纲在这系列专场里推出了一系列新作。
2009年5月9日，郭德纲在人民大会堂举办从艺20周年专场演出，重新演绎包括《学电台》《西征梦》等老作品。
2016年4月17日，北京德云社成立二十周年系列演出开幕式在北京展览馆举办。开幕式当晚大牌云集，郭德纲携德云社全体成员亮相，在演出前，他还抱着自己的次子亮相，十分高兴。更有圈中好友冯小刚夫妇、张国立、潘长江、宋丹丹等近百位明星到场助阵。二十周年系列演出持续整个2016年。

### 曲艺
曾录制350集评书《梁山好汉》，由山东卫视播出。出版《单口相声小段精粹》。策划运作《千禧新春曲艺名家名段欣赏晚会》。投资拍摄《中国地方戏失传剧目大观》影碟系列。主演评剧《铡判官》。 2004年录制百集单口相声《大話刘罗锅》。  
《濟公傳》：2009年8月21日-8月28日，作为从艺20周年系列演出的重要部分，郭德綱连续8天主说传统评书《济公传》，并稱這只是第一季。這次演出在優酷網同步實況直播，觀眾可付費觀看、下載。

### 影视作品
- 曾创作大型休闲喜剧《正德皇帝下江南》、20集青春偶像剧《优美情人》、百集系列片《俗语传》 、电视电影《麦田往事》《笑面人生》、20集电视剧《寻人档案》、20集系列片《井俓拉花》。
- 1998年拍摄电视艺术片《话说北京》。编剧并出演男一号《非常档案》。任中国教育电视台《美食故事》主持人兼编导。任安徽卫视《超级大赢家》主持人。为北京艺飞鸿影视公司编写20集情景喜剧《非常时期》。编创20集电视剧《中国艺人》，由广东岭南影业中心拍摄。
- 2003年安徽卫视《超级大赢家》任主持人。2005年安徽卫视《剧风行动》任主持人。
- 2006年在北京电视台主持《星夜故事秀》节目。2006年国庆在天津卫视上映其主演的100集情景喜剧《小房东》。2007年在天津卫视主持综艺节目《笑傲江湖》。
- 2007年在电影《落叶归根》中客串出演角色。2007年德云社出资拍摄《相声演义》，于2009年在各大电视台播出。2007年在天津卫视上映其主演的60集情景喜剧《追着幸福跑》。
- 2008年辽宁卫视《到底是谁》任主持人。2008年在天津卫视上映其主演的古装喜剧《清官巧断家务事》。后因事停播，据悉，11月份即将在其剧本改动后重新上映。2008年在电影《扈三娘和矮脚虎王英》中饰演主角王英。2008年拍摄新戏《县长老叶》。
- 2009年推出古装相声贺岁剧《天生我才》。（春节期间该剧在40家电视台播出）
- 2009年《鸡毛蒜皮没小事》饰演 刚子  第二部同样饰演此角色
- 2009年《建国大业》 饰演 摄影师
- 2010年《窦天宝传奇》 饰演 窦天宝
- 2010年《知县叶光明》饰演 叶光明
- 2010年《三笑之才子佳人》饰演 唐伯虎
- 2010年《越光寶盒》饰演 曹操
- 2011年江苏卫视《非常了得》任主持人。在辽宁卫视上映其主演的民国喜剧《我是大侦探》。
- 2012年《胭脂霸王》饰演 圆头道人
- 2013年《大宅门1912》饰演 高静阶
- 2013年《梦回唐朝》饰演 殷浩,大刚
- 2014年《秘术》饰演 郭璞
- 2014年《大话天仙》 饰演赵夫人
- 2015年《笑傲江湖第二季》任评审
- 2015年主演电影《追着幸福跑》任主角
- 2016年《济公传：活佛登基》饰演 济公
- 2016年《喜剧总动员》任主持人，搭档吴秀波
- 2016年《笑傲江湖第三季》任评审
- 2016年《欢乐喜剧人》任主持人
- 2017年《欢乐喜剧人（电影）》任主演导师郭德纲
- 2017年《笑傲江湖第三季》
- 2017年《欢乐喜剧人》任主持人
- 2018年《欢乐喜剧人》任主持人
- 2018年《祖宗十九代》任总导演，为导演的处女作
- 2019年《欢乐喜剧人》任主持人
- 2020年《欢乐喜剧人》任主持人
- 2020年《德云斗笑社》任主持人
- 2021年《欢乐喜剧人》任主持人
- 2021年《德云斗笑社》任主持人

### 文学
- 2013年5月出版自传性质作品《过得刚好》

## 爭議

### 与汪洋的纠纷
2006年3月初，2006年央視春晚语言小品类导演之一的汪洋将郭德纲告到西城法院，起因是郭德纲在前不久的新年相声专场中指名带姓地提到“汪洋的老婆跟别人睡觉，汪洋因此要自焚”一事。对此，汪洋特別气愤，在接受采访时一再强调：郭德纲故意捏造事实，必须对此事承担全部责任。此案原定在4月5日上午9点开庭审理，但由于郭德纲提前申请，要求延期15天，法院准予了他的这一请求。4月19日下午2点半，郭德纲在天桥剧场排练厅召开记者发布会首次按照汪洋要求通过媒体向汪洋及其家人道歉。4月23日下午4点半，汪洋在北京崇文文化馆召开新闻发布会，宣布撤诉。

### 与杨志刚的纠纷
2006年，郭德纲曾经的老师杨志刚在天津召开发布会，指出郭德纲“伪造说”中涉及到自己的内容是给自己身上泼了“污水”，要求他“公开赔礼道歉”，3月16日记者获悉，杨志刚已正式委托律师代理这起名誉纠纷，记者随即联系了郭德纲的经纪人，他的电话已转至秘书台。但在此前的采访中，他曾表示：“告就告呗，无所谓。”

### 代言藏秘排油茶涉嫌虚假广告
2007年3月，央视播出的“3.15”晚会中，郭德纲代言的减肥药“藏秘排油茶”广告被曝“吹牛”。许多人因为郭说该茶可以“迅速抹平女人小肚子、男人大肚子”而购买，结果发现几乎无效，而状告厂家。郭德纲自称确实自己服用过，感觉有疗效。
同年4月，北京居民王立堂状告北京市工商行政管理局不履行法定职责调查“藏秘排油茶”的虚假广告。6月27日，北京市海淀区人民法院宣判北京市工商行政管理局怠于履行职责，要求被告对原告反映的涉嫌虚假广告问题进行调查处理。

### 徐德亮退出德云社
2008年九月，王文林、徐德亮突然宣布退出郭德纲领衔的德云社，王徐二人随后接受采访称退出的原因是工资待遇问题。

### 宋祖德骂战
2009年4月，郭德纲与宋祖德在网络上展开对骂，互有视频和文字在网络上流传。

### 移民澳大利亚传闻
2013年1月23日，网上有传闻称郭德纲已经移民至澳大利亚。后郭德纲于微博辟谣回应，否认移民澳大利亚，“仍为天津户口的中国籍公民”。

### 与北京电视台的再次冲突
2013年11月19日，时任北京電視台台長王曉東因肝癌去世，而郭德綱次日透過微博發出一首打油詩，寫有「一去殘冬曉日紅，三杯酒淚奠蒼穹，雞腸曲曲今何在？始信人間報應靈。」并配以紅色「囍」字圖案，還將該留言置頂，此事迅速引发了媒体的广泛关注和批评。北京电视台于同年12月初发表聲明，指责郭德綱含沙射影，侮辱已故的王曉東，呼吁各方予以谴责和抵制。中國廣播電視協會亦在召開緊急會議後發表公開聲明，譴責郭言行失當，除要求他公開道歉外，還呼籲全國近400家電視台共同抵制。外界猜測，郭早年與北京電視台屢傳糾紛而遭封殺，故借留言諷刺王的逝世是因果報應。郭之後已刪除該留言，而中國國內各媒體對是否支持抵制則意見不一，有支持「抵制」者稱郭德綱「有才無德」，也有不少人反對抵制，並質疑北京電視臺「公器私用」，而中國國內各電視臺則紛紛噤聲，拒談這場風波。

### 德雲社家譜事件
2016年8月31日，郭德纲公開《德云社家谱》，表示「该清的清，该驱的驱。所谓的清理门户，是为了给好人们一个交代。凡日月所照、江河所至皆以忠正为本。留下艺名带走脸面，愿你们万里鹏程。从此江湖路远，不必再见。」以及「另有曾用云字名者二人，欺天灭祖悖逆人伦，逢难变节卖师求荣，恶言构陷意狠心毒，似此寡廉鲜耻令人发指，为警效尤，夺回艺名逐出师门。」，使得曹云金於同年9月5日發長篇博文反擊，並獲得何云伟的支持，成了輿論的關注焦點。

### 其他争议
2019年5月13日，有网友晒出郭德纲此前的相声表演，有调侃英烈或历史事件的情况。

## 师承关系
| 从师(相声门) | 辈分(相声门) | 收徒(相声门) | 收徒(相声门) |
| 侯耀文       | 明           | “云”字科     | 张云雷、栾云平、孔云龙、于云霆、朱云峰、岳云鹏、宁云祥、李云杰、李云天、陶云圣、张云藩、于云田、赵云侠 |
| 侯耀文       | 明           | “鹤”字科     | 曹鹤阳、刘鹤春、阎鹤祥、李鹤林、李鹤彪、刘鹤英、张鹤伦、高鹤彩、张鹤君、姬鹤武、吴鹤臣、孟鹤堂、杨鹤通、梁鹤坤、钟鹤轩、马鹤琪、张鹤峰、于鹤真、刘鹤清、张鹤雯、孙鹤宝、杨鹤灵、张鹤帆、齐鹤涛、郎鹤炎、关鹤柏、王鹤江、高鹤鹏、李鹤东、张鹤舰、金鹤年、房鹤迪、靳鹤岚、朱鹤松、栾鹤华、张鹤栾、李鹤浦、张鹤擎、刘鹤安、黄鹤飞                                 |
| 侯耀文       | 明           | “九”字科     | 张九龄、李九春、周九良、杨九郎、张九驰、高九成、王九龙、张九南、何九华、郑九莲、李九江、孙九香、孙九芳、刘九仁、關九海、尚九熙、李九重、刘九儒、刘九思、陈九福、陈九品、倪九涛、董九力、李九天、陈九桐、曹九台、张九泰、韩九鸣、董九涵、张九林、梅九亮、章九徕、孔九典                                                                                         |
| 侯耀文       | 明           | “霄”字科     | 张霄白、王霄颐、秦霄贤、范霄琦、樊霄堂、郭霄漢、刘霄航、李霄樵、马霄戎、吴霄泽、董霄元、马霄盛、姬霄桐、孙霄尧、张霄墨、杨霄台、肖霄雨、杨霄铎、张霄霆、金霄琴、肖霄月、孙霄亮、王霄然、于霄伟、刘霄田、魏霄宁、高霄沸、张霄雷、常霄鲲、丁霄楷、渠霄楠、党霄咏、吴霄庆、李霄虹、张霄帅、安霄峰、王霄笛、赵霄鹏、葛霄擎、赵霄阳、夏霄麟、郭霄博、刘霄凯、李霄河 |
| 侯耀文       | 明           | 口盟弟子     | 张康、马兆壮、欧弟 |

| 从师(西河大鼓门) | 辈分(西河大鼓门) | 收徒(西河大鼓门)                               |
| 金文声           | 增               | 李景麟、高晓攀、李景麒、刘景华、阎景俞、李景棠 |

| 从师(京剧麒派) | 辈分(京剧麒派) | 收徒(京剧麒派) |
| 赵麟童         | 第三代         | 陶阳           |